# Kent-Olle Johansson
Kent-Olle Johansson (n. 18 noiembrie 1960, Comuna Simrishamn, Kristianstads län⁠(d), Suedia) este un luptător ce a reprezentat Suedia, medaliat olimpic. A participat la o ediție a Jocurilor Olimpice (1984) în care a câștigat o medalie de argint.

## Participări
Lista de mai jos prezintă principalele competiții la care a participat Kent-Olle Johansson de-a lungul carierei.
- wrestling at the 1984 Summer Olympics – men's Greco-Roman 62 kg[*]